# Lazada Group
Lazada Group – przedsiębiorstwo zajmujące się handlem elektronicznym, działające w Azji Południowo-Wschodniej.
Usługi Lazada są dostępne w sześciu krajach – w Indonezji, Malezji, Singapurze, Tajlandii, Wietnamie oraz na Filipinach.
Firma została założona w 2012 roku. Należy do Alibaba Group.
Siedziba Lazada Group mieści się w Singapurze.